# باشگاه فوتبال ریازان
باشگاه فوتبال ریازان (روسی: ФК «Рязань») یک باشگاه فوتبال در شهر ریازان کشور روسیه است. این باشگاه در لیگ حرفه‌ای فوتبال روسیه بازی می‌کند. این باشگاه در سال ۱۹۹۵ تأسیس شده‌است. ورزشگاه زسکا محل برگزاری بازی‌های خانگی این باشگاه است.

## مربیان
- رضوان تاراسف
- اوگنی کوچارگین
- ایگور میترنکو
- اولگ لوبانوف